# De vredestichters
De vredestichters (Engelse titel: The Peacemakers) is een sciencefictionroman uit 1970 van de Duits-Amerikaanse schrijver Curtis W. Casewit.

## Synopsis
Het is 1976. De wereld is bijna ten onder gegaan aan een eenjarige Derde (wereld)oorlog. De Aarde heeft nog te lijden onder de radioactiviteit van de gebruikte kernwapens. Een (niet nader genoemd) eiland is inmiddels stralingsvrij en een vredelievende president probeert weer een democratie op te zetten. Het eiland dat als "Steenland" door het leven gaat (alle oude namen zijn verbannen) valt al snel uiteen in "Steenland" en "Zonland". Reden daarvan is dat een dictator in de dop een gedeeltelijk staatsgreep pleegt. Het eiland is vanaf dan verdeeld in een industriële en een agrarische helft. Die laatste kan wel zonder de eerste, maar de eerste niet zonder de laatste. Het industriële deel wil het agrarische gedeelte alsnog (weer) inlijven en daartoe wordt de president vermoord. Inmiddels zijn op het eiland aangekomen een aantal wetenschappers uit die Derde, maar ook nog uit de Tweede Wereldoorlog. Zij worden eerste uitvoerig gescreend en getest, alvorens zij te werk worden gesteld onder het bewind van de Generaal Herbert Puckett, de machthebber van "Steenland". Rick Ames, de hoofdpersoon uit het boek, probeert de generaal op andere gedachten te brengen, maar dat lukt niet. De wetenschappers worden vervolgens opgesloten in een complex waarin zij moeten werken aan het definitieve wapen om de bewoners van Zonland uit te roeien. Het gevreesde middel zal Tabun heten. Echter de wetenschappers werken in het geniep aan Sympathon, een middel dat het vredelievende in ieder mens naar boven haalt. Het heeft wel een nadeel, het is maar kort werkend, zodat de mensen het moeten blijven slikken dan wel inademen. Een probleem is om de generaal ook het middel te laten innemen. Uiteindelijk is de dochter van de generaal bereid hem het middel toe de dienen. Zij moest met haar eigen ogen zien hoe haar vader haar favoriete pater ter dood bracht.      